# Isabel (cavall)

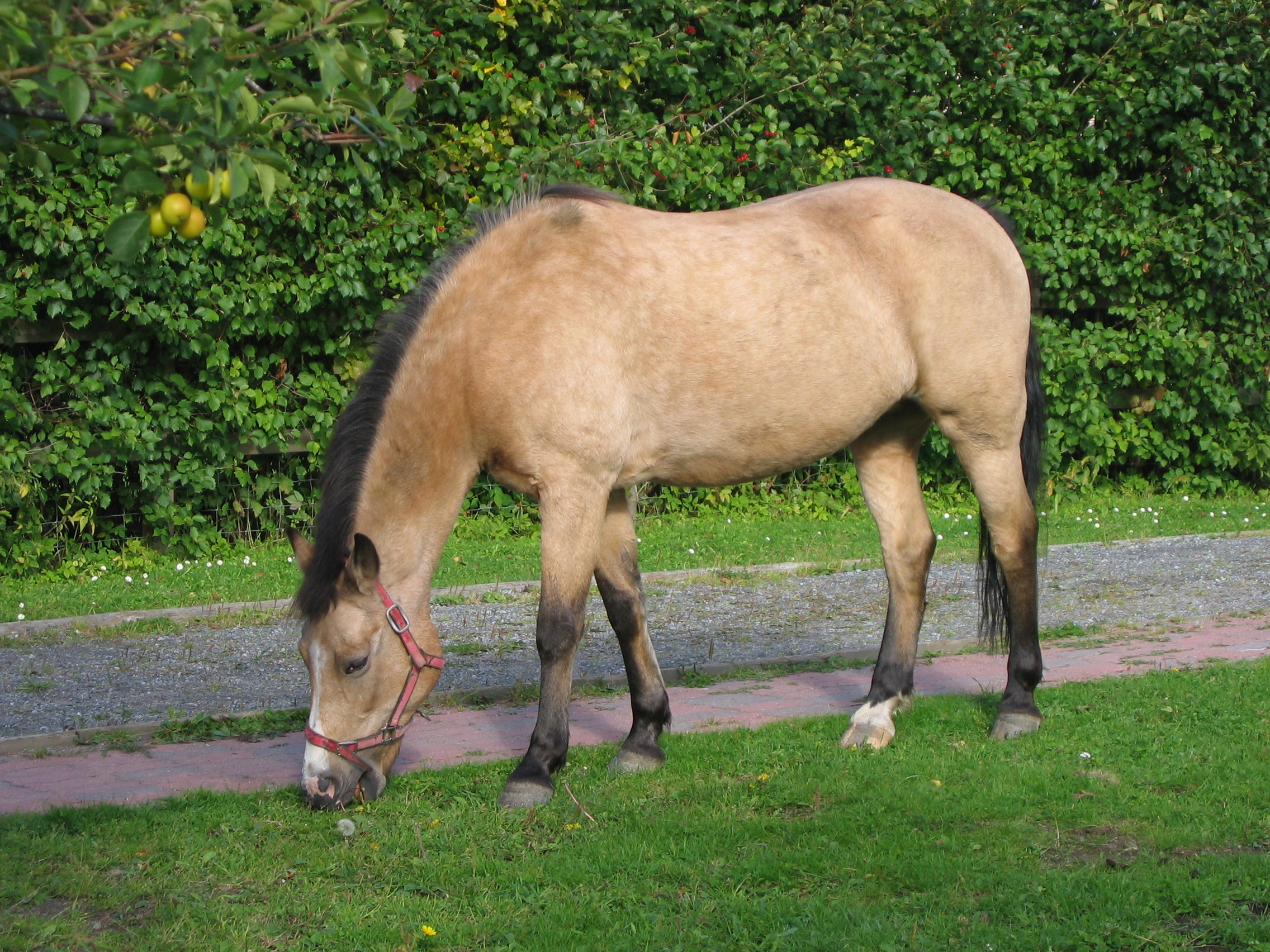
Poni color isabel de New Forest.

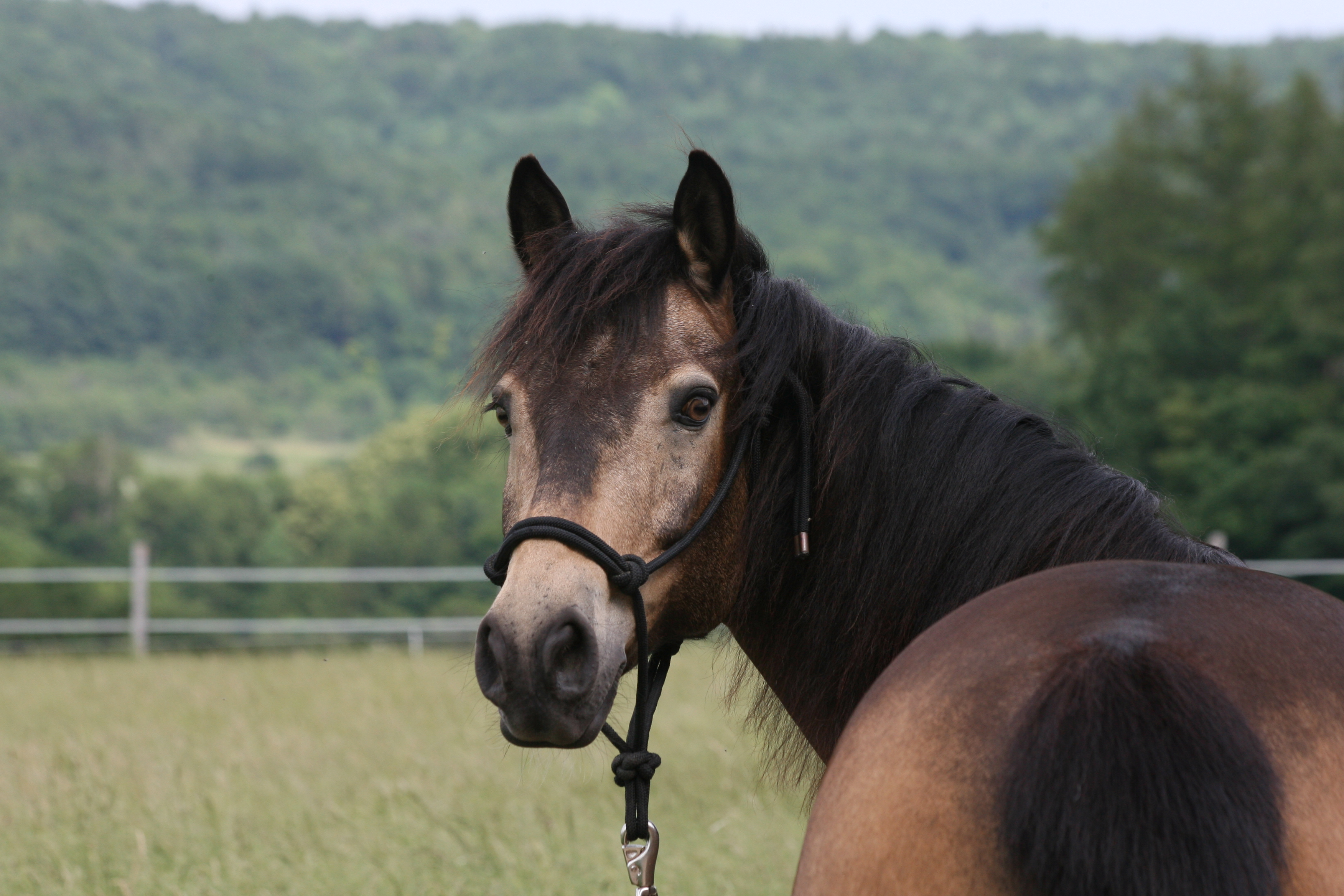
Aquesta pell isabel ensutjada mostra els ulls marrons lleugerament més pàl·lids que són comuns en les pells d'aquesta color.

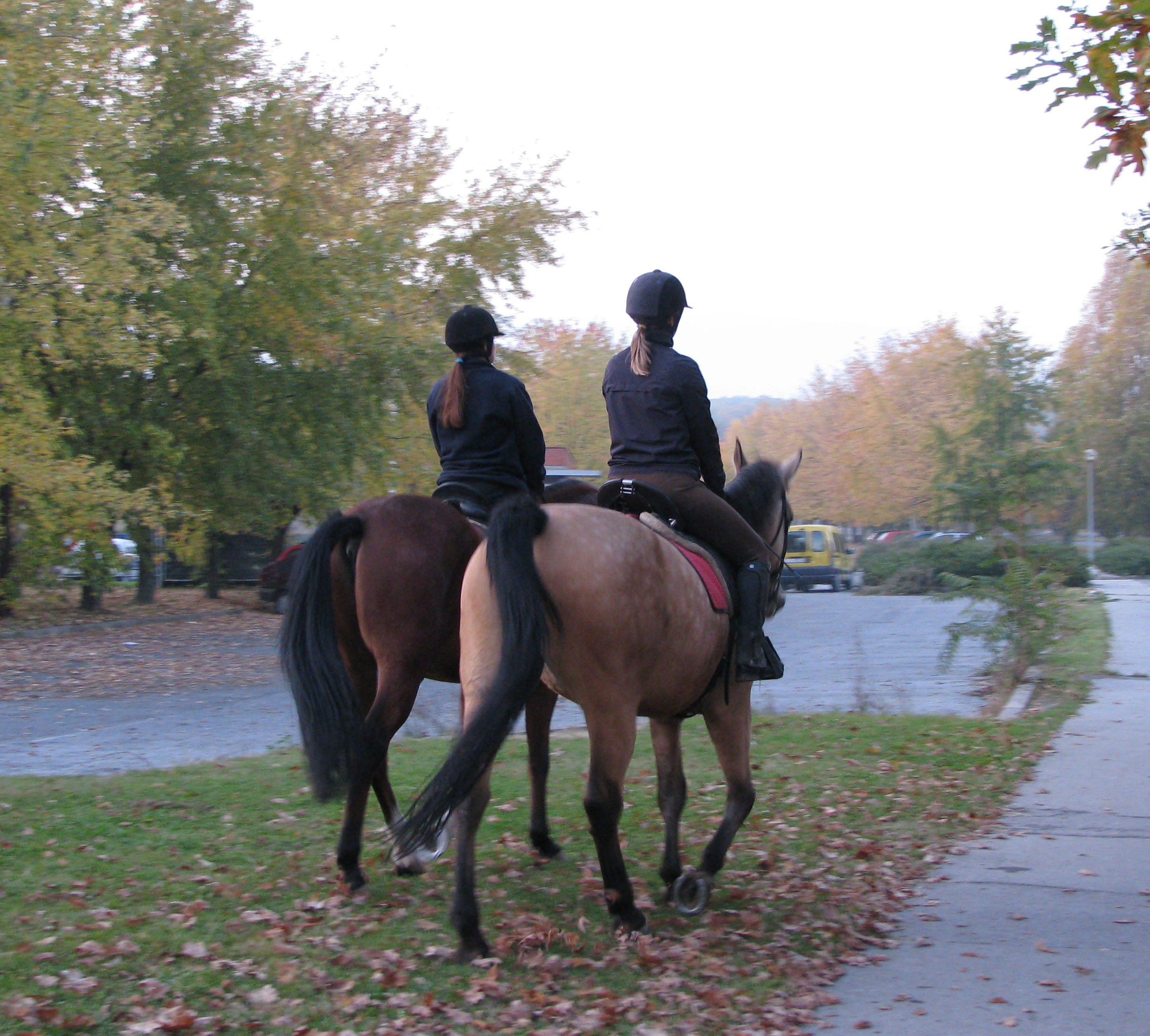
Cavall castany sense diluir acompanyat per un cavall de color isabel.

L'isabel és una varietat de color de pelatge de cavalls, que es refereix a una color que se sembla a certs tons de pell de cervo adobada. Les colors similars en algunes races de gossos també es diuen ant. El cavall té un pelatge de color bronzat o daurat amb punts negres (cabellera, cua i part inferior de les cames). L'isabel es produeix com a resultat de l'acció del gen crema de dilució en un cavall bai. Per tant, una pell d'isabel té el gen Extensió, o "capa de base negra" (E), el gen agutí (A), que restringeix la capa de base negra a les puntes, i una còpia d'Elgen crema (CCr), que aclareix la color vermell/marró del pelatge castany a un bronzat/daurat.
Els isabels no han de confondre's amb els cavalls de color marró, que tenen el gen de dilució marró, no el gen crema. Els marrons sempre tenen marques primitives (ratlles en els omòplats, ratlles dorsals, ratlles de zebra a les cames, corretges). No obstant això, és possible que un cavall porti els dos gens de dilució; aquests es diuen "marrons de pell isabel" o, a vegades, "pells marrons". A més, els cavalls bais sense cap gen marró poden tenir una franja dorsal tènue, que a vegades s'enfosqueix en una pell isabel sense que sigui present el gen marró. Les ratlles primitives addicionals més enllà d'una ratlla dorsal són un signe segur del gen marró.
Un cavall de pell isabel pot ocórrer en qualsevol quantitat de races diferents. Almenys un dels pares ha de portar el gen crema, i no totes les races en tenen. Del 1963 ençà, l'American Buckskin Registry Association (OBRI) fa un seguiment dels cavalls amb aquest color de pelatge, i encara que l'isabel a vegades es classifica com una raça de color, a causa de la seva composició genètica que depèn de tenir una, i no dues còpies de la dilució al·lel, el color del pelatge mai no pot ser un tret consistent de criança veritable.